# Achalgarh
Achalgarh (Hindi अचलगढ़) ist ein zersiedelter Ort mit etwa 350 Einwohnern und eine rajputische, d. h. hinduistische, Bergfestung im Aravalligebirge bei der Stadt Mount Abu im Süden des indischen Bundesstaats Rajasthan.

## Lage
Achalgarh liegt etwa 11 km (Fahrtstrecke) nordöstlich von Mount Abu in einer Höhe von etwa 1300 bis 1400 m ü. d. M.; in der Umgebung befinden sich mehrere kleine Seen, darunter der idyllische Mandakini Lake. Wegen der Höhenlage ist das Klima angenehm; Regen fällt eigentlich nur in den sommerlichen Monsunmonaten.

## Bevölkerung
Die Dorfbewohner sind nahezu ausschließlich Hindus; der männliche und der weibliche Bevölkerungsanteil sind in etwa gleich hoch.

## Geschichte
Die noch aus der Zeit der Paramara-Dynastie stammende Bergfestung wurde im Jahr 1452 von Rana Kumbha, dem auch die Gründung des Forts von Kumbhalgarh zuzuschreiben ist, erneuert. Später geriet sie unter die Kontrolle des muslimischen Sultanats von Gujarat.

## Sehenswürdigkeiten

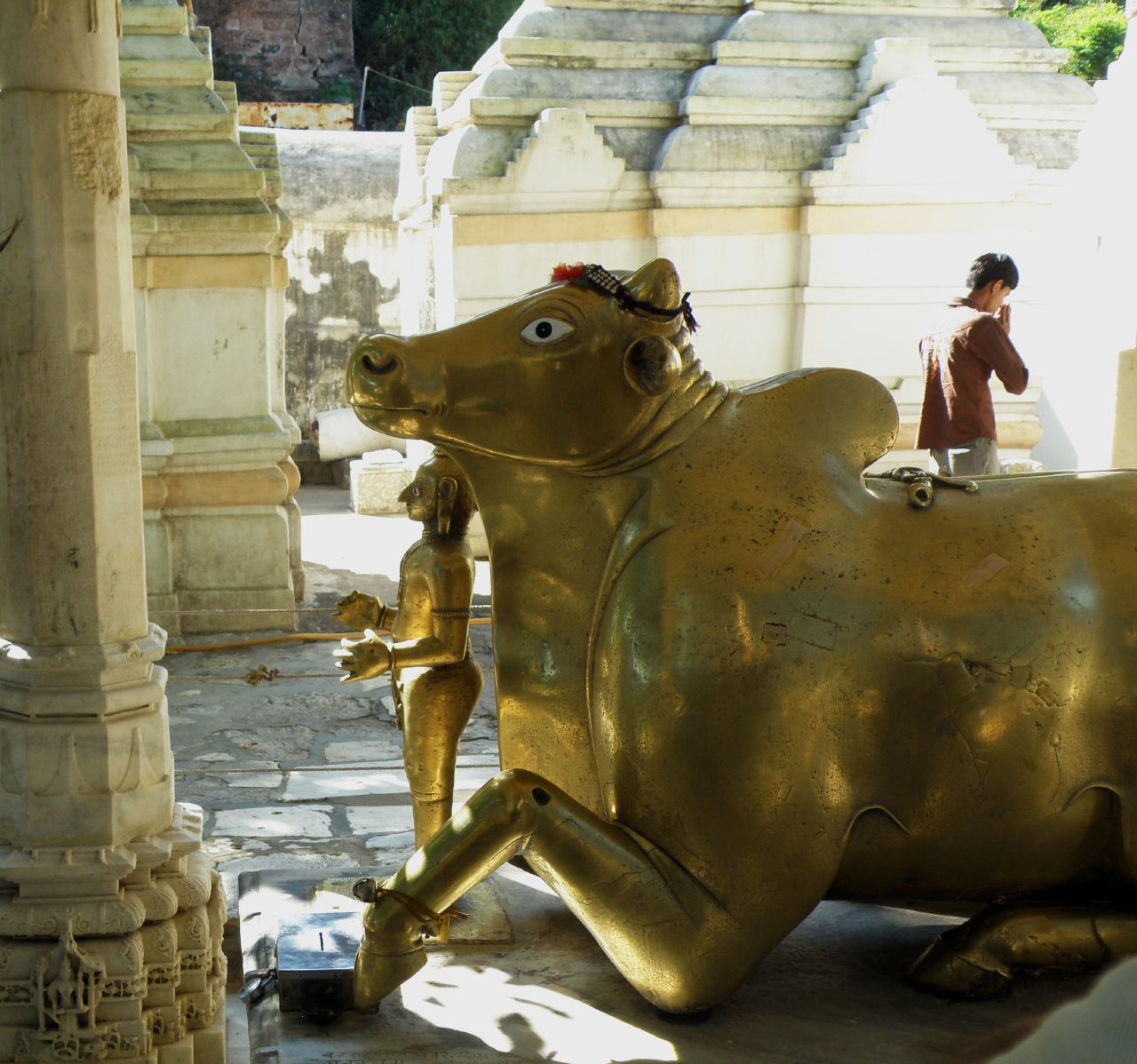
Nandi-Bulle vor dem Shiva-Tempel

- Am Weg hinauf zur Bergfestung gibt es einen hinduistischen Shiva-Tempel (Achleshwar-Tempel, अचलेश्वर) mit einem ca. 4 m großen Nandi-Bullen aus Messing davor – andere behaupten, die Figur sei aus Gold, Silber, Kupfer und anderen Metallen gefertigt. Im Innern des Tempels gibt es seltsamerweise keinen Lingam, sondern nur eine Yoni mit einer in die Unterwelt führenden Öffnung. Ein Nebenschrein zeigt die neun Inkarnationen Vishnus.
- Ein Jain-Heiligtum mit mehreren Tirthankara-Bildnissen liegt ebenfalls längsseits des Weges hinauf zur Bergfestung; der Innenraum ist mit naiven Wandmalereien des 19. oder frühen 20. Jahrhunderts ausgemalt.
- Im Fort selbst, welches von einem äußeren Mauerring umgeben ist, sind die Überreste zweier Tore (Hanuman Pol und Champa Pol) sowie ein im Jahr 1513 gestiftetes Jain-Heiligtum zu sehen.